# Иванка Стефановић
Иванка Стефановић (Крупањ, 1951) српска је певачица народне музике.

## Биографија
Иванка Стефановић је прве музичке кораке направила у Крупњу, где је и рођена 1951. године.
Припада малобројној групи уметника који нису желели славу преко ноћи. Деценијама је пажљиво бирала репертоар и ненаметљиво даривала слушаоце топлим, заобљеним и култивисаним гласом, снажном уметничком експресијом и тананим осећајем за тумачење текста у музици. Синоним је за квалитетну уметничку интерпретацију.
1970. године, као члан КУД Ђока Павловић на такмичењу културно - уметничких друштава Аматери своме граду, осваја прво место.
Након бројних концерата и емисија на радију и телевизији, 1971. године, на такмичењу у Врњачкој Бањи бива проглашена за Први глас Југославије.
Као солиста националног ансамбла Коло, наступала је широм Европе, Азије, Израела, а стигла је чак и до далеког Јапана. На наступу у Токију, отпевала је њихову химну на јапанском, што је изазвало опште одушевљење публике, и на бис је излазила невероватних двадесет и шест пута. Током свог уметничког деловања, била је и члан Државног протокола.
Карактерише је дубока оданост и посвећеност народној музици, са аутентичношћу врсног интерпретатора и са увек присутном радозналошћу да испита неиспитано, да открије нешто старо, да га дуго селектира и да тежи сталном квалитету и трајним вредностима да би на светлост дана изнела само драгуље ризнице народне уметности.
Изразито јасна дикција и прецизно тачан смисао за мелизматичко украшавање мелодије, допринео је да са подједнаким успехом, њен јасан и чист сопран, изводи песме из Шумадије, Босне, Источне и Јужне Србије, као и оне из Војводине и Далмације. У њене маестрално отпеване песме, бисере нашег традиционалног народног стваралаштва, убрајају се песме Аница овце чувала и Болна лежи Анђелија млада, али за њима нимало не заостају песме Јутрос ми је ружа процветала Петра Танасијевића или Кишо тихо падај Витомира Животића.
Естрада је није привлачила. Завршила је факултет и запослила се у државној служби, али песма је увек била њена највећа љубав. То јој је оставило могућност да на естради буде присутна само онда - када то пожели. И даље је снимала за Радио Београд, као и грамофонске плоче за своју матичну кућу ПГП РТБ.
Топлим и беспрекорним гласом, дала је печат једном времену које има непролазну вредност у нашој народној музици.

## Дискографија
Синглови
- Не желим лажи твоје (1971)
- Сузе на растанку (1971)
- Зар је љубав тако тешка (1972)
- Зашто се мора растајати (1976)
- Живим и срце не кривим (1979)
- Врати се, земља те зове (1980)

Компилације
- Записано у времену (ПГП РТС)

## Фестивали
- 1970. Београдски сабор - Сузе на растанку
- 1976. Хит парада - Зашто се мора растајати